# Mujeres (sèrie de televisió)
Mujeres és una sèrie emesa per TVE 2 que narra la vida de tres generacions de dones en un barri de la ciutat espanyola de Madrid. Els seus creadors són Dunia Ayaso i Félix Sabroso i està interpretada per actors pràcticament desconeguts per al gran públic.
Va ser estrenada el dilluns 18 de setembre de 2006, més d'un any després que es rodés. La sèrie consta d'una sola temporada de 13 capítols que es van emetre els dilluns a les 22.00 fins al 14 de desembre de 2006.
La directora de la TVE 2, cadena que va emetre la sèrie, Mercedes Ortiz de Solórzano, va valorar Mujeres com la gran aposta de la TVE 2 per al tardor de 2006 i efectivament l'acceptació per part de públic i crítica ha estat fins i tot millor de l'esperat.
TVE ha decidit en abril de 2007 reposar la sèrie, estrenant-se en aquest ocasió en La Primera de TVE en la mitjanit dels diumenges.

## Estil
Es tracta d'una sèrie realista, al mateix temps que còmica i interessant. Tracta temes dramàtics i quotidians amb un toc d'humor que està present en totes les trames.

## Personatges
Els personatges principals són:
- Irene (Chiqui Fernández), mare de família, sola per la defunció del seu marit, Domingo, cuida a la seva mare amb demència senil i a les seves dues filles, Magda i Julia. S'enfronta a gran quantitat de problemes que porta com pot. Té 46 anys.
- Palmira (Teresa Lozano), l'àvia de la família, comença a tenir demència senil. Està enamorada de Gabriel, un cuidador d'origen sud-americà al qual li falten els papers, va aconseguir convèncer a la seva família perquè aquest tornés a casa quan ho van acomiadar per a contractar una cuidadora gratuïta. Té ja 73 anys.
- Julia (Carmen Ruiz), filla d'Irene, va descobrir que el seu nuvi era gai, actualment es troba embarassada i sense parella. 26 anys.
- Magda (Inma Cuevas), la filla adolescent de la família, està grossa, i li porta molts complexos. De totes maneres és intel·ligent i actualment té parella, Willy, un noi discapacitat que treballa en una ONG. Té 17 anys.

Aquestes quatre persones són les que viuen en la petita casa, les principals protagonistes de la sèrie.
Altres personatges secundaris són:
- Raúl (Bart Santana), l'altre fill d'Irene, treballa en la fleca de la família, però no viu en la mateixa casa. La seva núvia, Bea, va marxar a estudiar a Londres, i mentre ell va tenir una aventura amb Belinda. 27 anys.
- Susana (Gracia Olayo), la veïna i millor amiga d'Irene. Té 48 anys.
- Manuel (Antonio Gil Martinez), enamorat d'Irene fins a "les trancas", està ple de fòbies i manies, però acaba aconseguint mantenir una relació amb ella. Té 47 anys.
- Bernardo o Gabriel (Christian Esquivel), és el mateix personatge, però està d'il·legal en Espanya, és un immigrant sud-americà a la recerca de papers. És un noi encantador que acaba casant-se amb Mariana, l'assistent social per a ser legal, encara que estan enamorats. Té 36 anys.
- Jaime (Aitor Merino), ex xicot gai de Julia i pare del fill que espera.
- Belinda Marylin Torres, treballadora en la fleca. 26 anys.
- Mariana (Malena Gutiérrez), assistent social, sempre preocupada pels problemes dels altres i que no s'ocupa massa dels seus propis. Es casa amb Gabriel pels papers, però en realitat està enamorada d'ell.
- Willy (Oriol Vila), jove minusvàlid que Magda coneix a través d'una ONG i del qual s'enamora.

## Capítols i audiències
| Temporada | Temporada | Episodis | Estrena                | Final                  | Audiència mitjana | Audiència mitjana | Audiència mitjana |
| Temporada | Temporada | Episodis | Estrena                | Final                  | Espectadors       | Quota             |                   |
| --------- | --------- | -------- | ---------------------- | ---------------------- | ----------------- | ----------------- | ----------------- |
|           | 1         | 13       | 18 de setembre de 2006 | 14 de desembre de 2006 | 952 000           | 5,4%              |                   |

### Temporada 1: 2012
| N.º (sèrie) | N.º (temp.) | Títol                                    | Data                   | Audiència        |
| ----------- | ----------- | ---------------------------------------- | ---------------------- | ---------------- |
| Temporada 1 |             |                                          |                        |                  |
| 1           | 1           | Irene                                    | 18 de setembre de 2006 | 1 140 000 (6,8%) |
| 2           | 2           | Irene investiga                          | 25 de setembre de 2006 | 857 000 (5,0%)   |
| 3           | 3           | Primeras citas de Magda                  | 2 d'octubre de 2006    | 1 000 000 (5,8%) |
| 4           | 4           | Irene rodeada de problemas               | 9 d'octubre de 2006    | 1 001 000 (5,8%) |
| 5           | 5           | Pasado oculto                            | 16 d'octubre de 2006   | 811 000 (4,5%)   |
| 6           | 6           | La guerra de Palmira                     | 23 d'octubre de 2006   | 902 000 (5,0%)   |
| 7           | 7           | Embarazo oculto                          | 30 d'octubre de 2006   | 926 000 (5,4%)   |
| 8           | 8           | Nido de amor                             | 6 de novembre de 2006  | 837 000 (4,7%)   |
| 9           | 9           | Amores y desamores                       | 13 de novembre de 2006 | 952 000 (5,4%)   |
| 10          | 10          | ¿Se acabaron los secretos?               | 20 de novembre de 2006 | 978 000 (5,5%)   |
| 11          | 11          | La accidentada boda de Mariana y Gabriel | 27 de novembre de 2006 | 1 018 000 (5,7%) |
| 12          | 12          | Irene continúa con su relación           | 4 de desembre de 2006  | 946 000 (5,3%)   |
| 13          | 13          | Las fiestas del barrio                   | 11 de desembre de 2006 | 1 006 000 (5,5%) |

## Premis
Premis de la Unión de Actores y Actrices.
| Any  | Categoria                    | Actor            | Resultat   |
| ---- | ---------------------------- | ---------------- | ---------- |
| 2006 | Millor actriu principal      | Chiqui Fernández | Guanyadora |
| 2006 | Millor actriu secundària     | Inma Cuevas      | Guanyadora |
| 2006 | Millor actriu secundària     | Teresa Lozano    | Nominada   |
| 2006 | Millor actriu de repartiment | Gracia Olayo     | Guanyadora |
| 2006 | Millor actor de repartiment  | Víctor Clavijo   | Guanyadora |

Fotogramas de Plata.
| Any  | Categoria                  | Actor            | Resultat   |
| ---- | -------------------------- | ---------------- | ---------- |
| 2006 | Millor actriu de televisió | Chiqui Fernández | Guanyadora |